# Champions Cup and the WTA of Indian Wells 1990
Il Champions Cup and the WTA of Indian Wells 1990, conosciuto anche con il nome di Newsweek Champions Cup and the Virginia Slims of Indian Wells 1990 per ragioni di sponsorizzazione, è stato un torneo di tennis giocato sul cemento. È stata la 17ª edizione del Torneo di Indian Wells, che fa parte della categoria ATP Super 9 nell'ambito dell'ATP Tour 1990, e della Tier II nell'ambito del WTA Tour 1990. Sia il torneo maschile che quello femminile si sono giocati nell'impianto per il tennis del Grand Champions Hotel di Indian Wells, in California: quello maschile dal 5 all'11 marzo, quello femminile dal 26 febbraio al 4 marzo 1990.

## Campioni

### Singolare maschile
Stefan Edberg ha battuto in finale  Andre Agassi con il punteggio di 6–4, 5–7, 7–6, 7–6

### Singolare femminile
Martina Navrátilová ha battuto in finale  Helena Suková con il punteggio di 6–2, 5–7, 6–1,

### Doppio maschile
Boris Becker /  Guy Forget hanno battuto in finale  Jim Grabb /  Patrick McEnroe con il punteggio di 6–4, 6–3

### Doppio femminile
Jana Novotná /  Helena Suková hanno battuto in finale  Gigi Fernández /  Martina Navrátilová con il punteggio di 6–2, 7–6(6)